# Biblioteca de la Universidad de Granada
La Biblioteca de la Universidad de Granada (BUG) es un servicio dependiente de la Universidad de Granada (UGR) de apoyo al aprendizaje, la docencia y la investigación destinado al logro de los objetivos institucionales. Trasciende su concepto tradicional de contenedor de material bibliográfico y documental, para convertirse en un centro de información dinámico en calidad de Centro de Recursos para el Aprendizaje y la Investigación (CRAI) con la finalidad de satisfacer las necesidades y expectativas de la comunidad a la que sirve (Personal Docente e Investigador, Personal de Administración y Servicios y colectivo de estudiantes).  

## Definición
Según el «Reglamento de la biblioteca universitaria de Granada», la Biblioteca de la UGR se define como la «unidad funcional, administrativa y de gestión en la que se conservan, organizan, procesan y ponen a disposición del usuario todos los recursos bibliográficos y documentales, así como otros recursos de información de la Universidad de Granada, independientemente del soporte material, del lugar en que estén depositados y de las partidas presupuestarias a las que se haya aplicado su adquisición, para que la Comunidad Universitaria pueda cumplir sus objetivos en materia de docencia, estudio, aprendizaje, investigación, gestión y extensión universitaria» (artículo 1).